# شکوه شمس: سیری در آثار و افکار مولانا جلال‌الدین رومی
شکوه شمس: سیری در آثار و افکار مولانا جلال‌الدین رومی اولین کتابی از آن ماری شیمل که با همت  حسن لاهوتی به فارسی برگردانده شده است . این اثر صاحب دیباچه ای وزین و مبسوط شصت صفحه ای از علامه سید جلال الدین آشتیانی است که در سال ۱۳۶۷ منتشر و در مراسم کتاب سال جمهوری اسلامی ایران به‌عنوان کتاب شایسته تقدیر معرفی شد. این اثر ارزنده در چهار بخش زمینه تاریخی، خیال بندی مولوی، الهیات مولوی و نفوذ مولوی در شرق و غرب تدوین یافته است.
در این اثر ،  به زندگی مولانا، شعر، اندیشه و تأثیر او. آثار مولانا یکی از ارکان سلسله صوفیانه، به ویژه سلسله مولوی است که در غرب به دراویش معروف است. می پردازد. 
مولانا در این کتاب نه تنها به عنوان یک استاد روحانی، بلکه به عنوان یک موجود کاملا انسانی استوار بر مفاهیم قرآن و عرفان کلاسیک اسلامی ظاهر می شود.
نور خورشید الهی در جمال و عظمت خود برای مولانا از طریق شخص شمس تبریزی تجلی یافت. مولانا که از این نور متحول شده بود، در این آتش سوخته بود، جهان را در نوری تازه دید. او در همه جا عظمت و لطف خدا را درک کرد.
کتاب «شکوه شمس» همچنین به مقدمات کلامی که آثار مولانا بر آن استوار است، نگرش او به مسائل اختیار و جبر و تحلیل او از مراحل و جایگاه های عرفانی می پردازد. این کتاب نه تنها به تحلیل بسیار غنی از زبان و هنر شعری مولانا می‌پردازد، بلکه تصویری از قونیه قرون وسطی را نیز ارائه می‌کند که شاعر عرفانی ویژگی‌های آن را دگرگون می‌کند.
پس از ترجمه این کتاب به زبان فارسی توسط حسن لاهوتی ، خانم آنه ماری شیمل سفری به ایران و شهر مشهد داشته و در آن سفر ملاقاتی با مترجم کتاب و سید جلال الدین آشتیانی صورت می‌گیرد که گفتگو و بحث بین آنها بسیار شنیدنی می باشد . 